# Amen & Attack
Amen & Attack – singel z piątego studyjnego albumu niemieckiego zespołu Powerwolf grającego power metal. Został wydany 28 czerwca 2013.
Utwór porusza temat średniowiecznych krucjat przeciw heretykom.
W 2018 Mille Petrozza i Marc Görtz nagrali cover utworu. Został umieszczony na edycji limitowanej albumu Powerwolf pt. The Sacrament Of Sin.

## Lista utworów
Digital download:
- Amen & Attack – 3:54
- Living On a Nightmare – 3:52

Winyl:
- A. Amen & Attack
- B. Living On a Nightmare

## Wykonawcy
- Attila Dorn – śpiew
- Matthew Greywolf – gitara
- Charles Greywolf – gitara basowa
- Falk Maria Schlegel – instrumenty klawiszowe
- Roel van Helden – perkusja